# ميخائيل إلجين
ميخائيل إلجين (بالروسية: Елгин, Михаил Николаевич) مواليد 14 أكتوبر 1981 في سانت بطرسبرغ، الاتحاد السوفيتي، هو لاعب كرة مضرب روسي بدأ مسيرته كمحترف سنة 1998 يلعب باليد اليمنى ويحتل حالياً المرتبة رقم. 402 (1 فبراير 2016) في تصنيف رابطة محترفي كرة المضرب. أعلى تصنيف له في الفردي كان المركز الـ 123 في سنة 2009.

## روابط خارجية
- ميخائيل إلجين على موقع رابطة محترفي التنس (الإنجليزية)
- ميخائيل إلجين على موقع الاتحاد الدولي لكرة المضرب (الإنجليزية)
- ميخائيل إلجين على موقع خلاصة التنس.كوم (الإنجليزية)